# Comuna Jakšić, Požega-Slavonia
Jakšić este o comună în cantonul Požega-Slavonia, Croația, având o populație de 4.058 de locuitori (2011).

## Demografie
Componența etnică a comunei Jakšić
     Croați (93,59%)
     Sârbi (4,04%)
     Necunoscut (0,39%)
     Neclasificat (1,85%)
Componența confesională a comunei Jakšić
     Catolici (92,9%)
     Ortodocși (5,32%)
     Necunoscută (0,96%)
     Alte religii (0,81%)
Conform recensământului din 2011, comuna Jakšić avea 4.058 de locuitori. Din punct de vedere etnic, majoritatea locuitorilor (93,59%) erau croați, cu o minoritate de sârbi (4,04%). Apartenența etnică nu este cunoscută în cazul a 0,39% din locuitori. Din punct de vedere confesional, majoritatea locuitorilor (92,9%) erau catolici, cu o minoritate de ortodocși (5,32%). Pentru 0,96% din locuitori nu este cunoscută apartenența confesională.